# La Chocolatera
La Chocolatera, es un punto de observación de vida silvestre ubicada en la Reserva de Producción Faunística Marino Costero Puntilla Santa Elena, en el cantón de Salinas, Ecuador. Fue creada en el 2008, pero entró en  
funcionamiento en el año 2010. 
A este sitio se lo denomina La Chocolatera por el vapor de agua, los remolinos de agua y la presencia de algas e incluso microalgas de color marrón que los moradores de la zona pueden confundir con petróleo, por estas razones los visitantes hicieron alusión a una metáfora para nombrar el lugar. La Chocolatera viene por su parecido a una taza de chocolate caliente. Además, por la fuerza con que las aguas del mar golpean contra las rocas, el sonido y el movimiento de las olas recuerdan el hervor del chocolate. Por mucho tiempo estuvo restringido el ingreso a particulares ya que se encuentra dentro de la Base Naval de Salinas.

## Miradores
El Ministerio de Ambiente de Ecuador implementó cinco miradores, entre los que constan: 

### El Soplador
Fue llamado de esta forma debido a que cuando chocan las olas contra las zonas rocosas, estas emiten un sonido similar al de una ballena.

### La Chocolatera
Es en donde se forman múltiples remolinos de agua provocados por las olas que colisionan desde diferentes direcciones.

### El Gaviotín

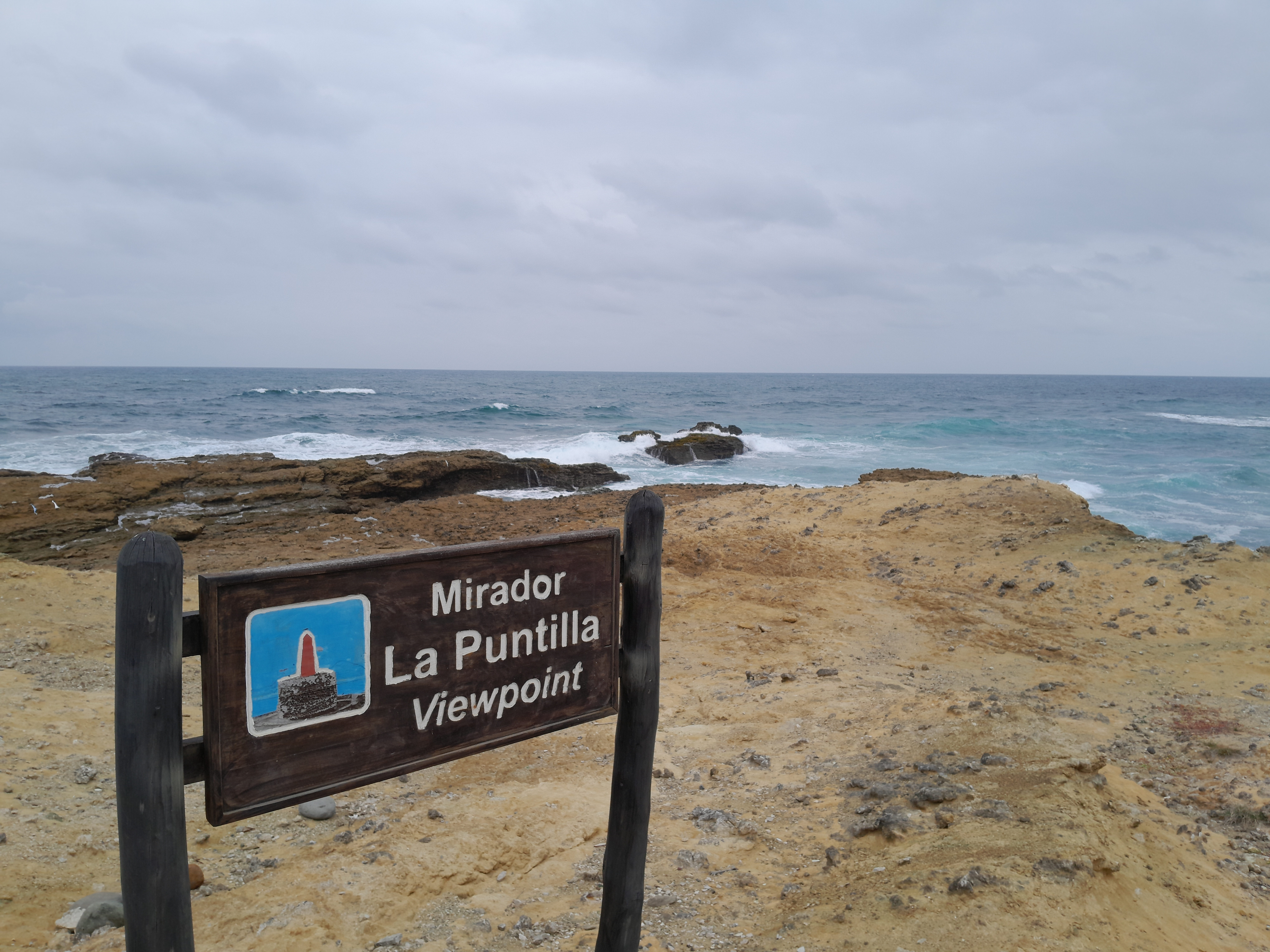
Vista del mar desde el Mirador La Puntilla.

Nombrado así porque en la época más caliente del año llegan varias especies de gaviotas a posarse en el lugar.

### El Faro
Este es el único que tiene un sendero iluminado y conecta con la cafetería del lugar. 

### La Puntilla
Es la punta más saliente que posee el Ecuador y Sudamérica, ya que esta puede ser divisible desde el espacio. También, es el punto de referencia desde donde se mide el territorio marítimo que pertenece al país.

## Punta Brava
Desde La Chocolatera se puede acceder a Punta Brava, un área de rocas que emergen del mar y donde existe una colonia de lobos marinos que se creó de manera natural durante el fenómeno de El Niño de 1997-1998. Al ser relativamente nueva, la colonia todavía está creciendo y se puede visitar como parte de los recorridos de observación de ballenas o también desde el mirador de Punta Brava.